# گاردزمن (شخصیت کمیک)
گاردزمن (به انگلیسی: Guardsman)یک شخصیت خیالی قهرمان است که در کتب کامیک مارول کامیکس وجود دارد؛ و برای اولین بار، در شمارهٔ ۳۱ مردآهنی (ron Man) در نوامبر ۱۹۷۰۴ معرفی شد.